# 짱구는 못말려 극장판: 폭발! 온천 부글부글 대작전
《짱구는 못말려 극장판: 폭발! 온천 부글부글 대작전》(일본어: 映画クレヨンしんちゃん爆発!温泉わくわく大決戦)은 1999년 제작된 일본의 애니메이션 영화이다.
우스이 요시토의 《주간 액션》에 연재된 만화 《크레용 신짱》을 원작으로 제작된 TV시리즈 《크레용 신짱》(한국 더빙명 : 짱구는 못말려)의 극장용 애니메이션 영화 시리즈 7편이다.
제목의 와쿠와쿠(わくわく)는 기쁨·기대·걱정 등으로 마음이 설레는 모습을 표현하는 단어로 한국어로 비슷한 의미의 단어로는 두근두근, 울렁울렁 등이 있다.
대한민국에서는 수입하여 한국어 더빙 작업을 한 뒤, 《짱구는 못말려: 두근두근 대결전》이라는 이름으로 전체 이용가 VHS가 2000년에 출시되었다. 더빙에서는 인물의 이름과 지명을 한국식 이름으로 사용하였다. 이후 ㈜코코엔터프라이즈에서 수입하고 투니버스에 공급하여 한국어 더빙 작업을 통해, 2003년 투니버스에서 처음으로 방영되었다. 투니버스는 스페셜로 방영하였으며 한국식 이름 및 지명을 사용하여 한국어 더빙으로 방영되었다. 2008년, 대원미디어㈜에서 다시 수입하여 자사인 대원방송㈜에서 다시 더빙 작업을 진행하여 《짱구는 못말려 극장판: 폭발! 온천 부글부글 대작전》이라는 이름으로 방영되었다. 대원방송㈜에서는 프로그램 공급을 맡는 챔프, 애니원, 애니박스, 채널CGV에 공급하여 15세 이상 관람가 등급으로 방영되었다. 대원방송㈜에서는 한국식 이름과 지명을 사용하여 더빙 작업을 진행하였으나, 영화 내의 주제가, 오프닝, 엔딩곡 등은 방송사에 따라 원어 자막(또는 생략)으로 방영되기도 하였다.

## 줄거리
노천 온천 여행을 온 후타바 유치원 교사들, 그런데 탕에 몸을 담그고 있던 그때 탕 옆으로 정체모를 거대 물체가 지나가는걸 발견했다. 놀란 이들은 곧바로 경찰에 신고했고 텔레비전 뉴스에도 제보를 해서 인터뷰를 하게 된다. 이 뉴스가 방송되면서 소동은 커져 교사들은 출근을 못하는 지경에 이르러 임시 휴업을 했다. 다음날, 유치원은 정상적으로 수업을 했지만 반마다 아이들이 괴물 이야기를 해달라고 조르는통에 역시나 수업은 불가능한 지경이었다.
그날, 버스를 타고 돌아온 신노스케는 현관문을 열었는데 집에 낯모르는 경찰관들이 와 있었다. 그들은 집 근처에 떨어진 불발탄 제거작업을 해야하니 잠시만 다른곳에 있어달라고 하며 모두를 집 밖으로 나오게 했다. 그러자 미사에는 급히 짐을 챙긴다음 시로까지 데리고 나와 경찰관이 안내하는 차에 올라탔는데 이상하게 앞좌석과 뒷좌석 사이에 거대한 유리가 설치되어 있었고 차안에서는 수면가스까지 흘러나왔다. 가스를 마신 노하라 일가는 그 자리에서 잠이 들어버렸다.
잠시후, 이상한 방안에서 깨어난 미사에. 그녀는 자신들이 납치당했다고 서둘러 도망치려 하지만 때마침 들어온 젊은 여자 두 사람이 사정을 설명한다. 그녀들은 세계 각국에 있는 온천들을 관리하는 비밀조직 '온천G맨' 요원들이었고 세상의 모든 온천들을 없애버리려는 악당조직과 맞서고 있다는 것이었다. 그리고 노하라 일가의 집 밑에 악당조직과 대적할 수 있는 신비한 황금온천이 숨겨져 있다는 것이었다. 불발탄이 있다는 거짓말로 이들을 유인해온건 황금온천을 파내기 위함이었다.
모든 사정을 알게 된 노하라 일가는 자신들의 집을 지키기 위해 고군분투 하는데...

## 평가
이 극장판은 전반적으로 매우 좋은 결과를 얻었다. 무엇보다도 오부치 게이조 일본의 내각총리대신을 포함한 여러 정치인들과 고위 기업인들에게 큰 희망과 감명을 주었던 극장판으로 평가받는다. 내용 중 인물인 '온천 G맨' 소속의 대장인 완벽주의자 쿠사츠의 대범함과 현명함과 용감함을 이어받아서 무엇보다도 남들과 뒤지지 않게 경쟁해서 이겨나가는 것에 중점을 두고 있기 때문이다. 그리고 은근히 폐쇄적인 일본 사회를 비판하는 내용도 있어서 흥미롭고 풍자적인 내용들도 많은 편이다. 그런데 이 때는 크레신 극장판 몰락의 징조로 최종수입이 9.5억엔이었다.

## 등장인물
- 노하라 신노스케 (신짱구)
- 노하라 히로시 (신형만)
- 노하라 미사에 (봉미선)
- 노하라 히마와리 (신짱아)
- 시로 (흰둥이)
- 원장 선생님
- 요시나가 미도리 선생님 (채성아 선생님)
- 마츠다카 우메 선생님 (나미리 선생님)
- 아게오 마스미 선생님 (차은주 선생님)
- 카자마 토루 (철수)
- 사쿠라다 네네 (유리)
- 사토 마사오 (훈이)
- 보오 (맹구)
- 쿠사츠 (온천장)
- 고쇼가케 (유성)
- 이부스키 (온양)
- 탄바
- 닥터 아카마미레 (닥터 때바라)
- 쿠로야미란 카오루 (구리미)
- 킬러 핑거 죠
- 오부치 게이조 제 84대 일본 내각총리대신

## 한국어 더빙
- 짱구 : 박영남
- 짱구 아빠 : 오세홍
- 짱구 엄마 / 맹구 : 강희선
- 짱아 / 철수 / 구리미 / 철수 엄마 : 여민정
- 흰둥이 / 유리 / 온양 / 옆집 아줌마 : 장경희
- 나미리 / 유성 / 용숙 / 서점 주인 : 윤여진
- 훈이 / 지혜 / 고순희 / 훈이 엄마 : 정혜옥
- 채성아 / 민희 / 희경 / 여앵커 : 하은진
- 원장 / 우스이 : 현경수
- 온천장 / 아나운서 / 군대장 : 장광
- 닥터 때바라 / 킬러 핑거 죠 : 신용우
- 탄바 / 대통령 / 남앵커 : 정승욱
- 정훈 : 이현우

## 캐스트
- 노하라 신노스케 - 야지마 아키코
- 노하라 히로시 - 후지와라 케이지
- 노하라 미사에 - 나라하시 미키
- 노하라 히마와리 - 코오로기 사토미
- 쿠사츠, 일본 대국왕 - 오가와 신지
- 고쇼가케 - 히키타 유미
- 이부스키 - 타무라 유카리
- 닥터 아카마미레 - 카유미 이에마사
- 닥터 아카마미레 (청년) - 나카무라 타이키
- 쿠로야미란 카오루 - 오리카사 아이
- 킬러 핑거 죠 - 이와나가 테츠야
- 원장 선생님 - 나야 로쿠로
- 요시나가 미도리 선생님 - 타카다 유미
- 마츠다카 우메 선생님 - 토미자와 미치에
- 아게오 마스미 선생님 - 미츠이시 코토노
- 카자마 토루 - 마시바 마리
- 사쿠라다 네네 - 하야시 타마오
- 사토 마사오 - 이치류사이 테이유
- 보오 - 사토 치에
- 자위대 육군 전차대장 - 겐다 텟쇼
- 부리부리 자에몽 - 시오자와 카네토
- 단 라자야 - 챠후린
- 여성 캐스터 - 시마무라 카오루
- 대원 W - 치바 잇신
- 오부치 게이조 일본의 내각총리대신, 대원 M - 나가사코 타카시
- 카자마 미네코 - 타마가와 사키코
- 사쿠라다 모에코 - 하기모리 쥰코
- 마사오의 엄마 - 오오츠카 토모코
- 칼 손톱 료코 - 이쿠라 카즈에
- 왕사마귀 오긴 - 호시노 치즈코
- 여드름밭 마리 - 무타 아키코
- 책방 점장 - 쿄다 히사코
- 나카무라 - 키시로 사쿠라코
- 오하라 나나코 - 사유리
- 칸다도리 시노부 - 오오츠카 마즈키
- 하토가야 요시링 - 사카구치 다이스케
- 하토가야 밋치 - 쿠사치 후미에
- 야지우마 와이드 캐스터 - 요시자와 카즈히코 (테레비 아사히 아나운서), 타나카 시게미 (원 테레비 아사히 아나운서)
- 만화가 - 우스이 요시토 (특별 출연)
- 탄바 - 탄바 테츠로 (특별 출연)

## 스태프
- 원작 : 우스이 요시토 《크레용 신짱》
- 캐릭터 원안 : 우스이 요시토
- 작화감독 : 하라 카츠노리, 츠츠미 노리유키, 마마다 마스오
- 캐릭터 디자인 : 하라 카츠노리
- 미술감독 : 타카노 마사미치, 아마미즈 마사루
- 촬영감독 : 우메다 토시유키
- 점토 애니메이션 : 이시다 타쿠야
- 음악 : 아라카와 토시유키, 하마구치 시로
- 녹음감독 : 오오쿠마 아키라
- 편집 : 오카야스 하지메
- 프로듀서 : 모기 히토시, 오오타 켄지, 호리우치 타카시
- 감독 · 각본 : 하라 케이이치
- 그림 콘티 : 하라 케이이치, 미즈시마 츠토무
- 연출 : 미즈시마 츠토무
- 색채 설계 : 노나카 사치코
- 동화 체크 : 오하라 켄지
- 특수효과 : 마에카와 타카시
- CGI : 츠츠미 노리유키
- 효과 : 마츠다 아키히코 (피즈 사운드 크리에이션)
- 녹음 스튜디오 : APU 스튜디오
- 믹서 : 오오시로 히사노리
- 어시스턴트 믹서 : 야마다 스스무, 우치야마 히로아키, 타나카 아키요시, 야마모토 히사시, 타구치 노부타카, 사쿠마 후미토시
- 음향제작 : 오디오 플래닝 유
- 음향제작 데스크 : 오자와 메구미
- 음악협력 : 이매진, 사이토 유지
- 음악 믹서 : 나카무라 아츠시
- 편집 : 코지마 토시히코, 나카하 유미코, 무라이 히데아키, 카와사키 아키히로, 미야케 요시키
- 타이틀 : 미치카와 아키라
- 현상 : 도쿄 현상소
- 연재 : 후타바샤
- 기술협력 : 모리 미키오
- 제작 데스크 : 카이세이 사토시, 와다 야스시, 야마카와 준이치
- 제작진행 : 타카하시 와타루, 키노 타케시, 니시카와 아키히코, 타카하시 레나
- 제작 : 신에이 동화, 테레비 아사히, ASATSU-DK
- 배급 : 토호

### 원화
- 니시무라 히로유키, 스에요시 유우이치로, 오오모리 타카토시, 키가미 요시지, 오와시 히데토시, 시미즈 히로시
- 요시다 타다카츠, 오오츠카 마사미, 유아사 마사아키, 안도 마사히로, 타카쿠라 요시히코, 하야시 시즈카
- 후루카와 나오야, 쿠기미야 히로시, 미즈호 타쿠미, 스즈키 다이시, 하야시 타카후미, 이즈미 키누코
- 하리가야 히데오, 아라카와 마사츠구, 키타노하라 타카마사, 요네타 미츠요시, 타케모토 야스히로, 나카이 리에코
- 오오스기 요시히로, 카쿠 테츠로, 요코타 쇼이치, 아비코 에이지, 오마루 토시유키, 이리에 야스토모
- 와카마츠 타카시, 하라 카츠노리, 츠츠미 노리유키, 마마다 마스오

## VHS·DVD
- VHS - 2000년 3월 25일 반다이 비주얼에서 발매
- DVD - 2004년 4월 23일 반다이 비주얼에서 발매

## 주제가
- 오프닝 :
- 삽입곡 :
- 엔딩 : いい湯だな ( 온천이 좋아 )

## 같이 보기
- 짱구는 못말려 (영화 시리즈)